# Abram Wakeman

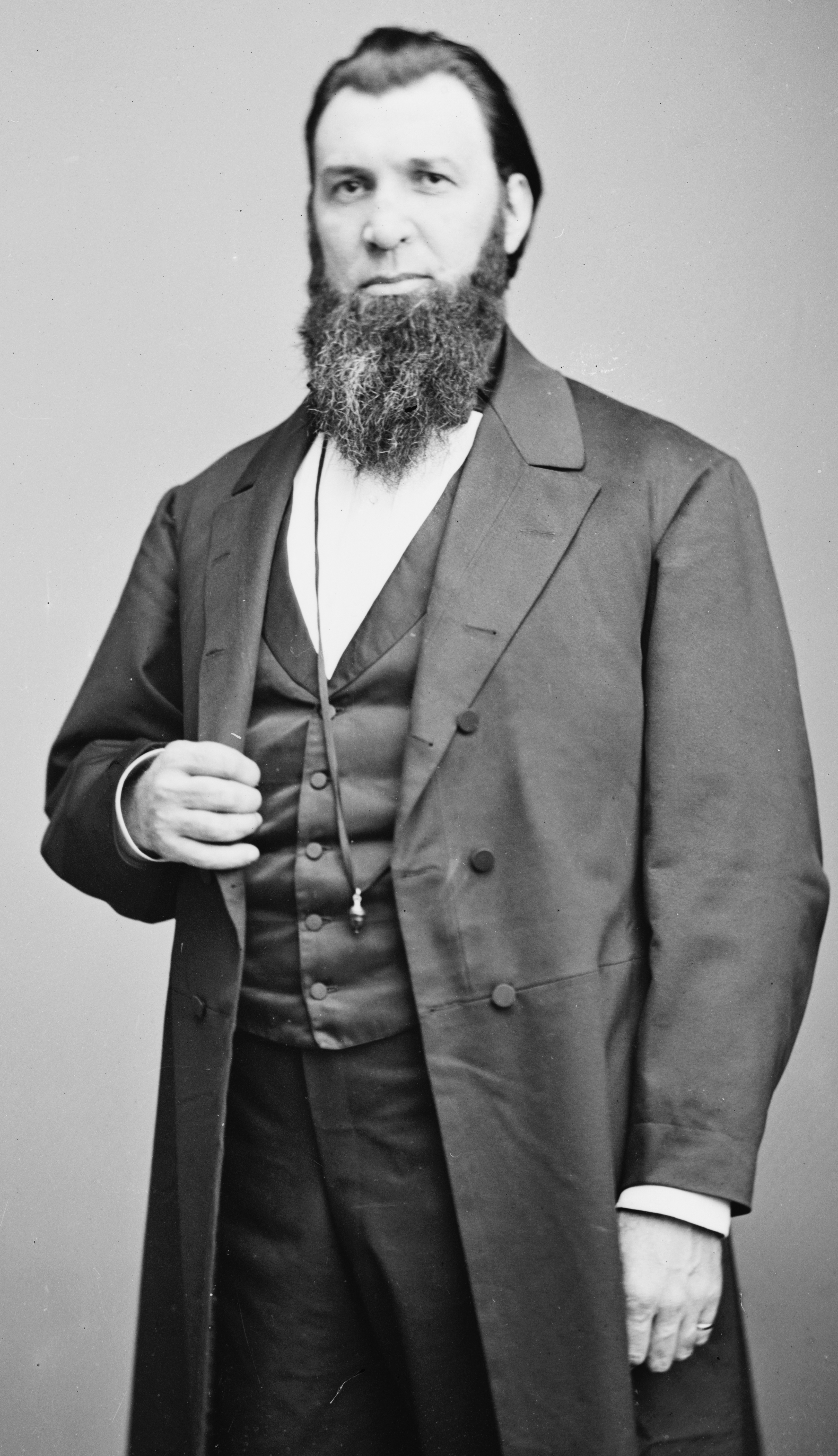
Abram Wakeman

Abram Wakeman (* 31. Mai 1824 in Greenfield Hill, Connecticut; † 29. Juni 1889 in New York City) war ein US-amerikanischer Jurist und Politiker. Zwischen 1855 und 1857 vertrat er den Bundesstaat New York im US-Repräsentantenhaus.

## Werdegang
Abram Wakeman studierte und schloss seine Vorstudien ab. Er graduierte dann an der Herkimer Academy. Wakeman studierte Jura in Little Falls, bekam seine Zulassung als Anwalt und begann dann 1847 in New York City zu praktizieren. In den Jahren 1850 und 1851 saß er in der New York State Assembly.
Politisch gehörte er zu jener Zeit der Whig Party an. Bei den Kongresswahlen des Jahres 1854 wurde er im achten Wahlbezirk von New York in das US-Repräsentantenhaus in Washington, D.C. gewählt, wo er am 4. März 1855 die Nachfolge von Francis B. Cutting antrat. Im Jahr 1856 kandidierte er erfolglos als Republikaner für den 35. Kongress und schied dann nach dem 3. März 1957 aus dem Kongress aus.
Wakeman nahm 1856 als Delegierter an der Republican National Convention in Philadelphia teil. Bei Ausbruch des Bürgerkrieges hob er die 81. Pennsylvania Volunteers aus. Er war vom 21. März 1862 bis zum 18. September 1864 Postmeister in New York City. Wakeman ging einer Beschäftigung als Surveyor im Port of New York City nach. Danach war er wieder als Anwalt tätig. Er verstarb am 29. Juni 1889 in New York City und wurde dann auf dem Green-Wood Cemetery in der damals noch eigenständigen Stadt Brooklyn beigesetzt.